# Anthypna ciliata
Anthypna ciliata is een keversoort uit de familie Glaphyridae. De wetenschappelijke naam van de soort is voor het eerst geldig gepubliceerd in 1836 door Menetries.